# 阿武天風
阿武 天風（あぶ てんぷう、1882年〈明治15年〉9月8日 - 1928年〈昭和3年〉6月22日）は、日本の海軍軍人、小説家、編集者。雑誌『冒険世界』の主筆を務めるなどして、冒険小説を多く発表した。代表作に『太陽は勝てり』など。
本名は阿武 信一（あんの しんいち）。別名義に「髭の少尉」、「虎髯大尉（こぜんたいい）」、「阿武激浪庵」、「怒濤庵少尉」、「黒面中尉」、「黒面魔人」などがある。ただし、これら別名義に関しては、河岡潮風など阿武の周囲の人物が用いていた場合もあり、これらの名義で執筆された文章の全てが阿武のものであるというわけではない。1928年（昭和3年）6月に、松野に改姓し松野 信一となる。

## 経歴
山口県阿武郡三見村（現・萩市）出身。1901年（明治34年）、萩中学校（現・山口県立萩高等学校）を卒業し、海軍兵学校（32期）に入学。3年間の訓練ののちに少尉となり、千代田、扶桑などの乗組員として日露戦争に参加する。1906年（明治39年）2月、左足を負傷したことから退職。
このころから文筆で生計を立てようと考えるようになり、冒険小説家の押川春浪と友人になったこともあって、押川が主筆を務める雑誌『冒険世界』（博文館）で小説や翻案を発表するようになる。天風というペンネームを使うようになったのは1908年（明治41年）からで、これはいくつかの案の中から押川がクジ引きで決めたものであった。
1911年（明治44年）、押川が「野球害毒論」に関して博文館上層部と対立してこれを退社し、新たな雑誌『武侠世界』を創刊することになったため、『冒険世界』の主筆となる。この時、押川や阿武の所属していた社交団体「天狗倶楽部」のメンバーにはこれが阿武の裏切りに映ったため非難を浴びたが、後に和解した。『冒険世界』の主筆は1917年（大正6年）まで務めたが、この年、追い出される形で博文館を退社。『武侠世界』へ移籍する。
1918年（大正7年）、『武侠世界』の特派員としてシベリアへ渡っている。この頃の阿武については、その後ハルビンで新聞『西伯利新聞』を発行していたことが判明している程度で、詳細なことは分かっていない。
帰国後、1926年（大正15年）から『少年倶楽部』で日米未来戦争小説である『太陽は勝てり』の連載を開始したが、翌1927年（昭和2年）、病気のためこれを中断。そのまま回復することなく、翌1928年（昭和3年）6月22日に死去。45歳。

## 作風
軍事的要素と「空中戦艦」などのSF的ガジェット、この二つを特徴にした軍事冒険小説が主であり、押川春浪の影響が強い。
長所として、従軍経験を活かし軍人の心理などがリアルに書かれている、短所として、科学知識に乏しかったためかSF的ガジェットに科学的な裏付けの要素が少ない、などといった点があげられる。

## エピソード
- 海軍兵学校時代の夏休みに、中耳炎に罹ったため広島で療養していたところ、露探（ロシアのスパイ）と間違われたことがある。
- 酒癖の悪さで知られた。酔って高いところから落ちるのは日常茶飯事で、「落っこち居士」とも呼ばれた。
- 酒による失敗があまりに多いため禁酒を誓ったその日、「最後の酒」として押川とさんざん飲み、帰り道で崖から落ちた。
- 押川の飲み友達であった作家の吉井勇も、阿武と押川の酒癖に関して「この二人寄ると何をやりだすか分らないので、いつも私達は逃げ出してしまった」と書いている[3][4]。
- 永井荷風の『断腸亭日乗』には、カフェー・プランタンで押川春浪たちとケンカになったという話が出てくる[5]が、この時阿武もこのケンカに参加している。ただしこの事件は証言によって細部が異なっており、阿武・押川が実際にどのような行動をとったのか詳細は不明である。

## 栄典
- 1905年（明治38年）10月4日 - 正八位[6]

## 著作
- 『海上生活譚』
- 『巨腕鉄公』
- 『怒濤武人』（押川春浪と共著）
- 押川春浪、阿武激浪庵（怒濤庵少尉）『水天一髪　冒険的壮快譚』本郷書店、1908年6月6日。
- 阿武天風（信一）『怒濤譚　海上生活』博文館、1912年5月31日。
- ウラヂミール・セメヨノーフ『露艦隊全滅行　戦敗秘録』押川春浪・阿武天風 共訳、武侠世界社、1913年10月10日。
- 阿武天風『太陽は勝てり』椛島勝一絵、平凡社〈少年冒険小説全集 15〉、1930年。

### 短編
- 阿武天風 著「極南の迷宮」、会津信吾、横田順弥 編『少年SF傑作集』三一書房〈少年小説大系 第18巻〉、1992年5月。ISBN 4-380-92547-1。
- 二上洋一、根本正義「宝櫃」『少年短編小説・少年詩集』三一書房〈少年小説大系 第27巻〉、1996年9月。ISBN 4-380-96549-X。
- 阿武天風 著「日米戦争夢物語」、長山靖生 編『明治・大正・昭和　日米架空戦記集成』中央公論新社〈中公文庫〉、2003年7月。ISBN 4-12-204234-8。